# Cebrio cantabricus
Cebrio cantabricus is een keversoort uit de familie Cebrionidae. De wetenschappelijke naam van de soort is voor het eerst geldig gepubliceerd in 2003 door Bercedo-Páramo & López-Colón.